# Старый Тбилиси
Старый Тбилиси (груз. ძველი თბილისი) — административный район — исторический центр Тбилиси.
Расположен в юго-восточной части города. В разных источниках границы района указываются по-разному — как территория Тифлиса в XII веке, как территория города в пределах старой крепостной стены; как территории по линии улиц Пушкина-Бараташвили от Куры до Сололакского хребта на севере, включая серные бани (Абанотубани) и район Харпухи на юге; как территория города до присоединения Грузии к России (1801).
Улицы в этом районе кривы, узки, здания сохранили черты средневековой застройки.
В Старом Тбилиси сосредоточены памятники архитектуры, имеются здания даже V века, но преобладает застройка XIX века. На территории района можно увидеть развалины цитадели Нарикала, достроенной в XVI—XVII веках, остатки стен нижней крепости, древние церкви Анчисхати (VI век) и Метехи (предположительно, V век), кафедральный собор Сиони (VI век) и бани царя Ростома (XVII век). Некоторые из архитектурных памятников включены в охранные списки Всемирного фонда памятников.

## История

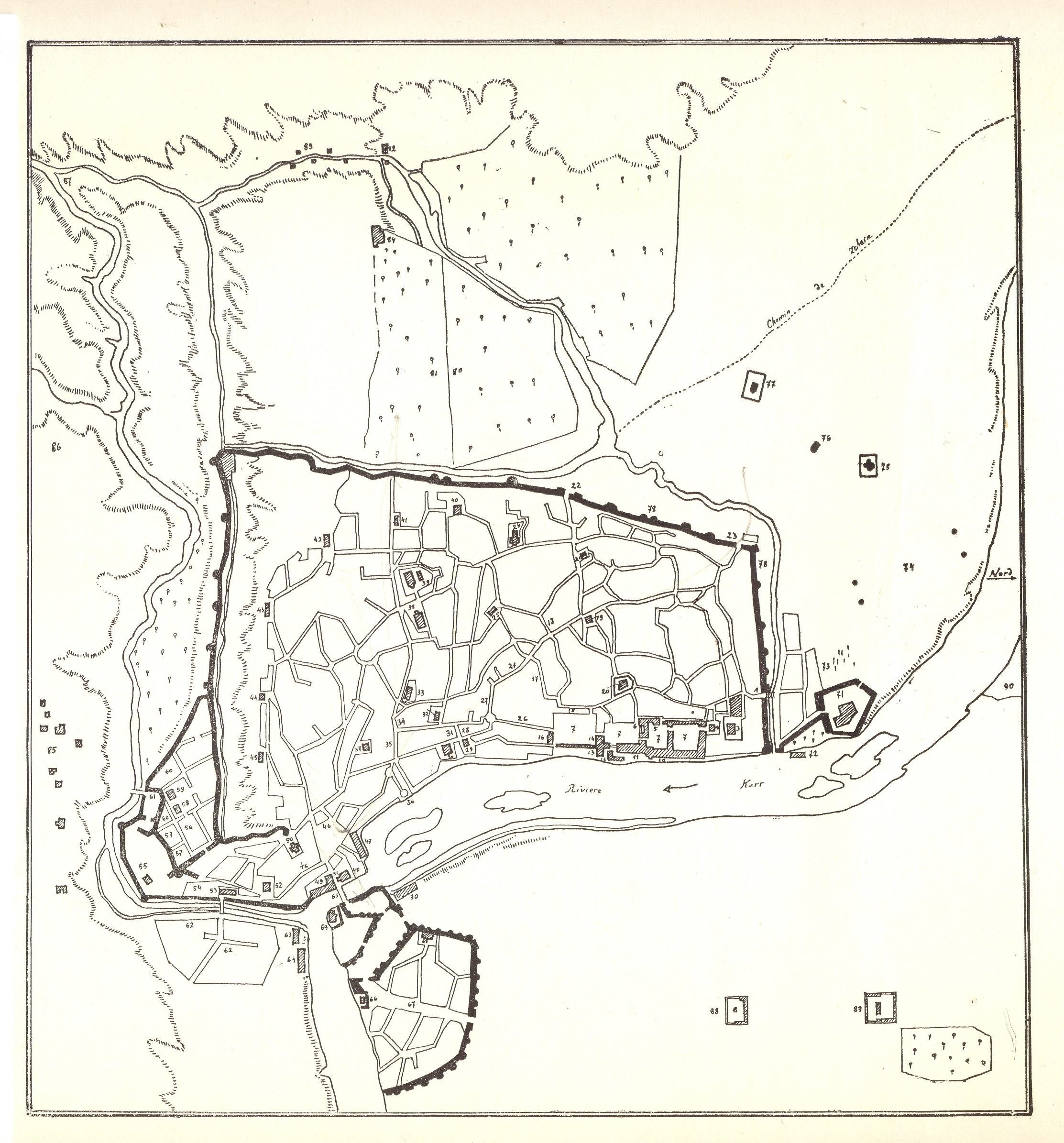
План Тифлиса. 1782

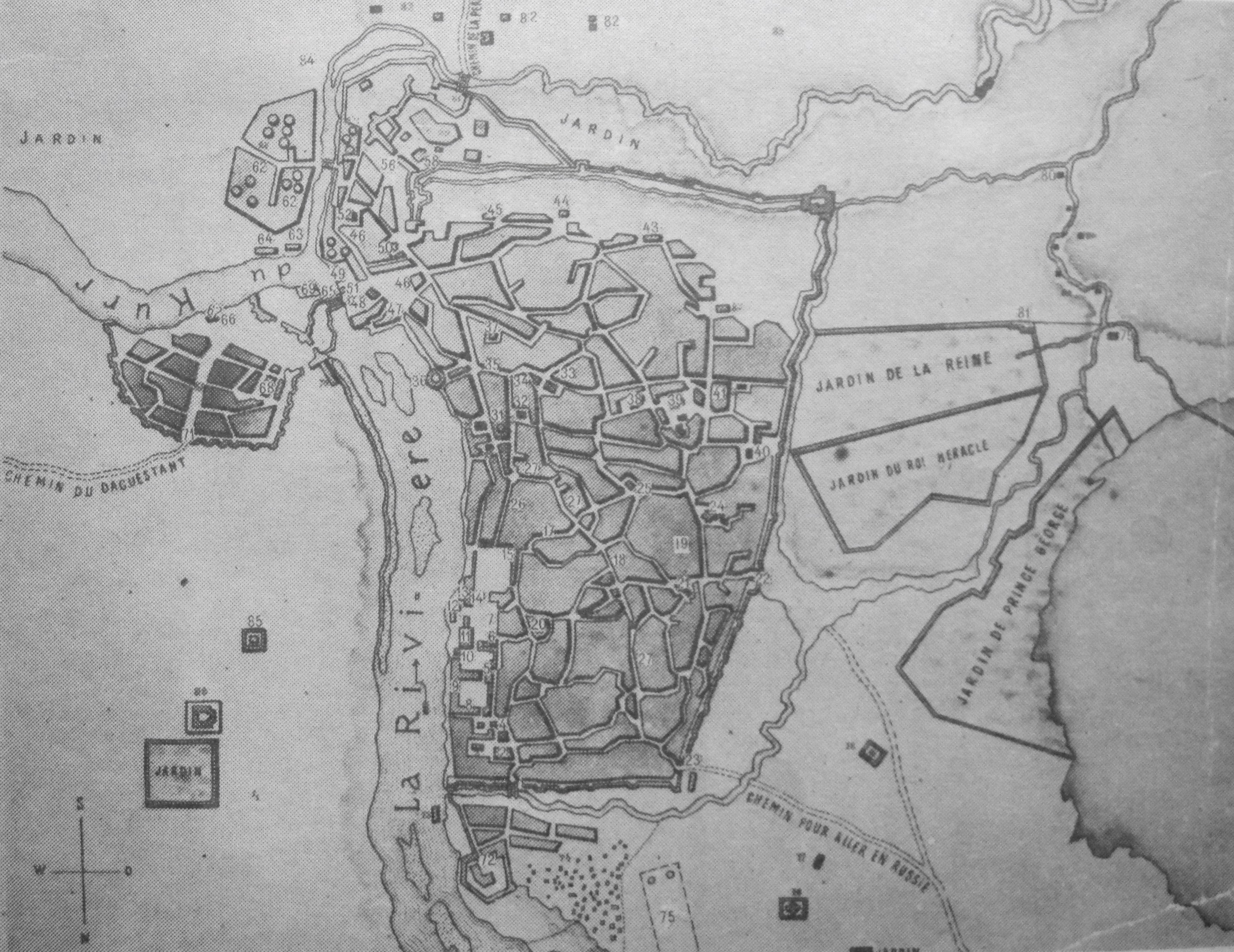
План Тифлиса, составленный А. Пишчевичем. 1785

Хотя термин «Старый Тбилиси» уже давно используется для обозначения исторической части города, административный район с таким названием был сформирован лишь в 2007 году из улиц и кварталов четырёх административно-территориальных районов столицы — Мтацминда-Крцаниси, Исани-Самгори, Дидубе-Чугурети и Ваке-Сабуртало, ранее включённых в другие районы города.
Город с давних времён был обнесён крепостной стеной от реки Кура до подножия Сололакского хребта. Первые стены были возведены ещё царём Дачи (499—514). Не раз разрушенные, укрепления отстраивались заново. Мощные стены возвёл царь Ростом (XVII век), их высота достигала 4-5 саженей, толщина около 2,5 аршин. В стене было восемь ворот — Сеидабадские, Ганжийские (Эриванские), Крепостные, Сололакские, Коджорские, Картлийские, Дигомские, Курские. Стена была разобрана в 1820—1840 годах
Весь город был страшно разорён во время нашествия Ага-Магомед-шаха в 1795 году, свидетель тех событий Афанасий Араратский писал: 

пришед в Тифлис чрез Тапитагские ворота, я ещё более ужаснулся, увидев даже женщин и младенцев, посеченных мечом неприятеля повсеместно, не говоря уже о мужчинах, коих в одной башне нашел я на глазомер около тысячи трупов. Шах по выходе из Тифлиса в обратный путь не дошел ещё до Ганджи и был от Тифлиса не далее трех суток ходу, как я пришел в оный. Бродя по городу, даже до Ганджинских ворот, я не встретился ни с одним живым человеком, кроме некоторых измученных стариков, коих неприятели, допрашивая, где есть у них богатства или деньги, делали над ними различные тиранства. Город почти весь был выжжен — и ещё дымился, а воздух от гниющих убитых тел, по жаркому времени, совершенно несносен и даже заразителен— 
Отстроенный заново, он сохранил в себе прежние особенности, и, в отличие от начавших застраиваться тогда в европейском стиле новых районов города — Сололаки, Мтацминда и верхний город в левобережье, характеризовался как «азиатский» город:

Большая часть улиц хотя и вымощена булыжником, но самым примитивный образом и к тому же они содержатся очень грязно, благодаря чему пыль, в особенности во время ветров, окутывает город густым облаками.
<…>
… в старых грузинских и персидских кварталах он <приезжий> встречается с полнейшей Азией.
<…>
За Эриванской площадью начинается уже азиатская часть города — Майдан с кривыми узкими улицами, тупыми переулками, отличающийся восточной неряшливостью.
<…>

Всякий приезжий в Тифлис, желающий познакомиться с жизнью туземного населения города, должен посетить Армянский базар недалеко от Эриванской площади. 

Армянский базар представляет несколько узеньких улиц с бесчисленными лавченками, скученными друг на дружку, без дверей и окон, то есть без передних стен; на ночь же лавчонки закрываются вставными деревянными щитами. Даже кузни, слесарни и кухни находятся здесь прямо на мостовой, в низеньких углублениях домов. — Григорій Москвичъ Иллюстрированный практическій путеводитель по Кавказу. Одесса, 1899 (орфография осовременена)
В городе плохо работал водопровод, нередко население по несколько дней оставалось без воды. Канализация находилась в зачаточном состоянии.

Что касается чисто азиатских частей города, то они представляют собой клоаки, тонущие в грязи и отбросах— Григорій Москвичъ Иллюстрированный практическій путеводитель по Кавказу. Одесса, 1899 (орфография осовременена)
План реконструкции города подавал А. С. Грибоедов.
К началу XX века население города было преимущественно армянским (до 40 %), занимавшимся торговлей, около четверти населения составляли грузины, ведшие, в основном, сельский образ жизни, около четверти населения, в основном — чиновники и военные, были русскими, в городе проживали также персы, татары (азербайджанцы), немцы, евреи и др.

## Реконструкции района
Во время социалистической реконструкции некоторые улицы и площади были расширены, мосты перестроены, снесена хаотическая застройка у важных транспортных объектов, при этом оказались утраченными некоторые архитектурные памятники (шиитская мечеть, караван-сараи).
С 1960-х годов реконструкция Старого города проводится по плану, разработанному под руководством архитектора Ш. Кавлашвили.
Первый этап реконструкции закончился к концу 1980 года торжественным праздником «Тбилисоба»
Планы реконструкции района продолжают приниматься

## Галерея

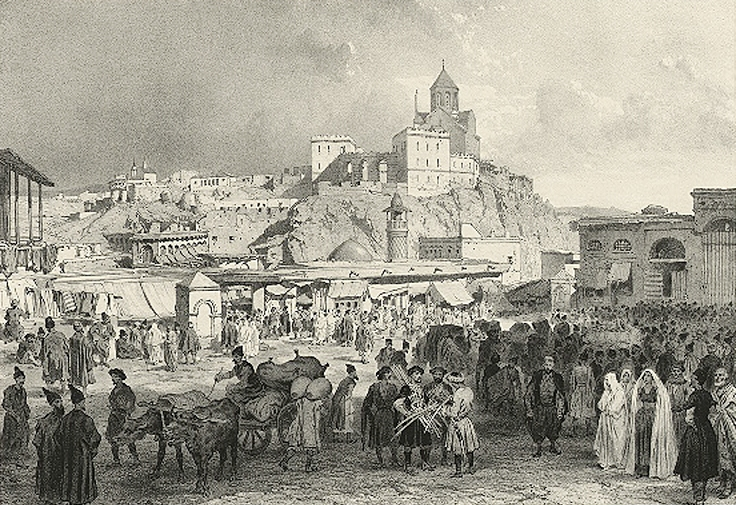
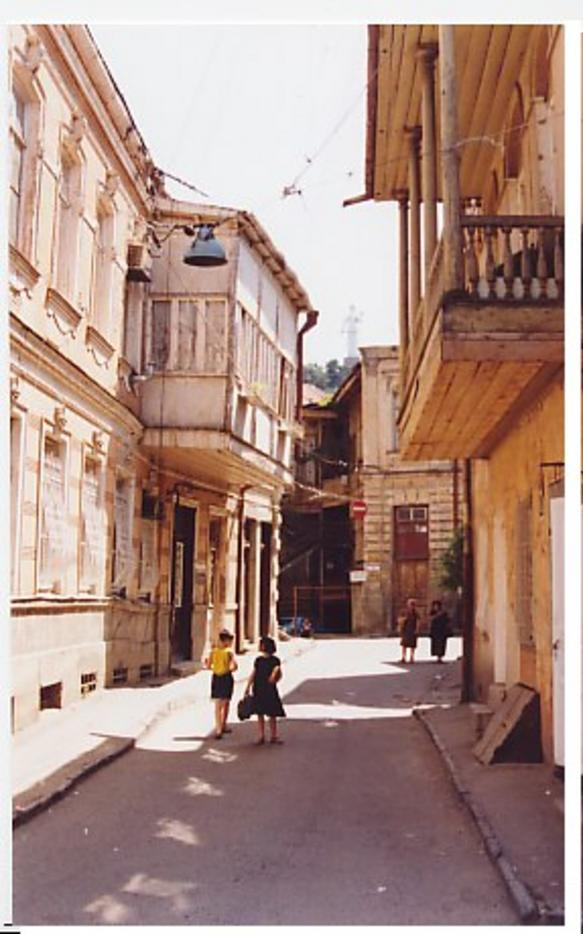
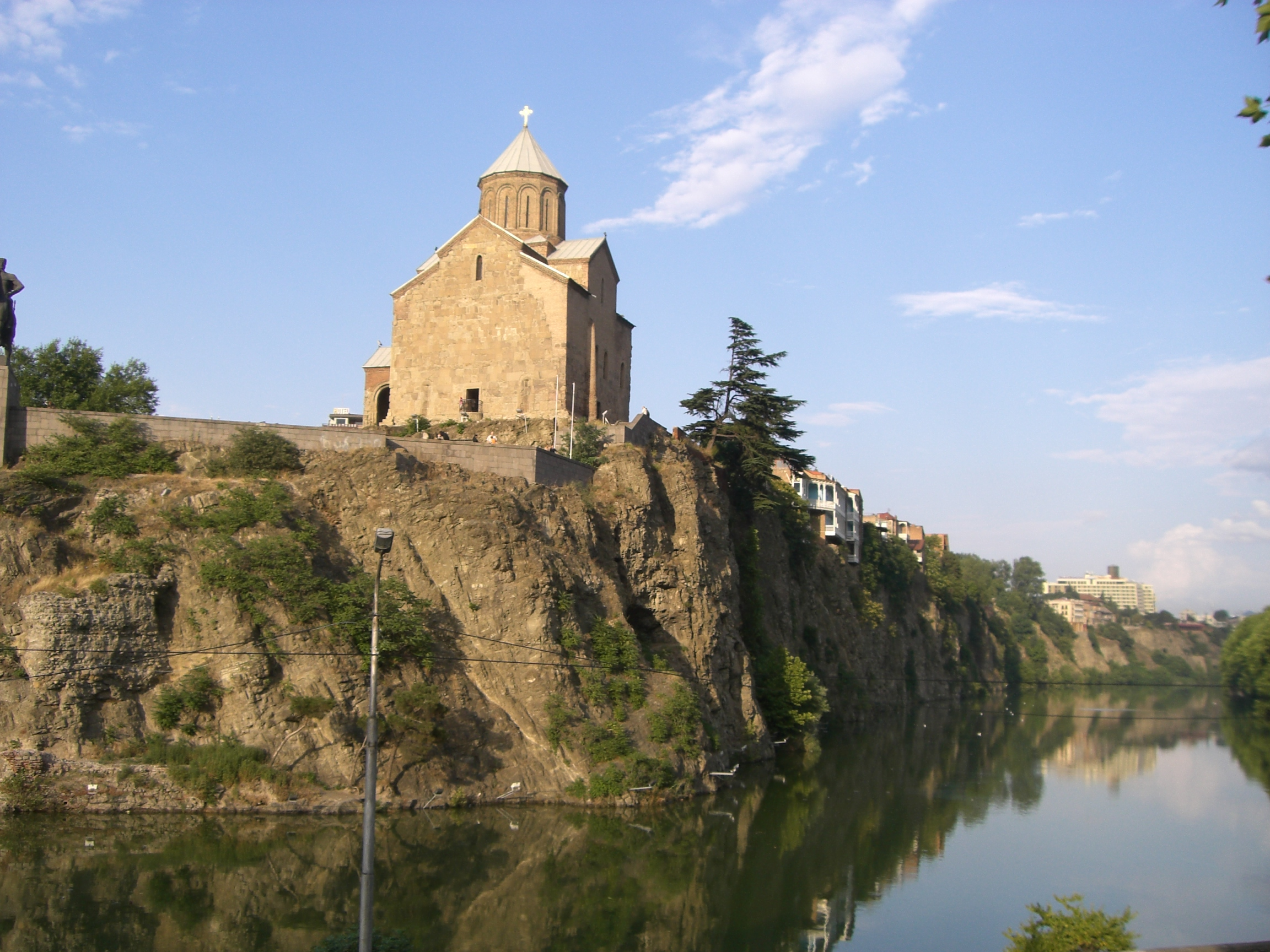
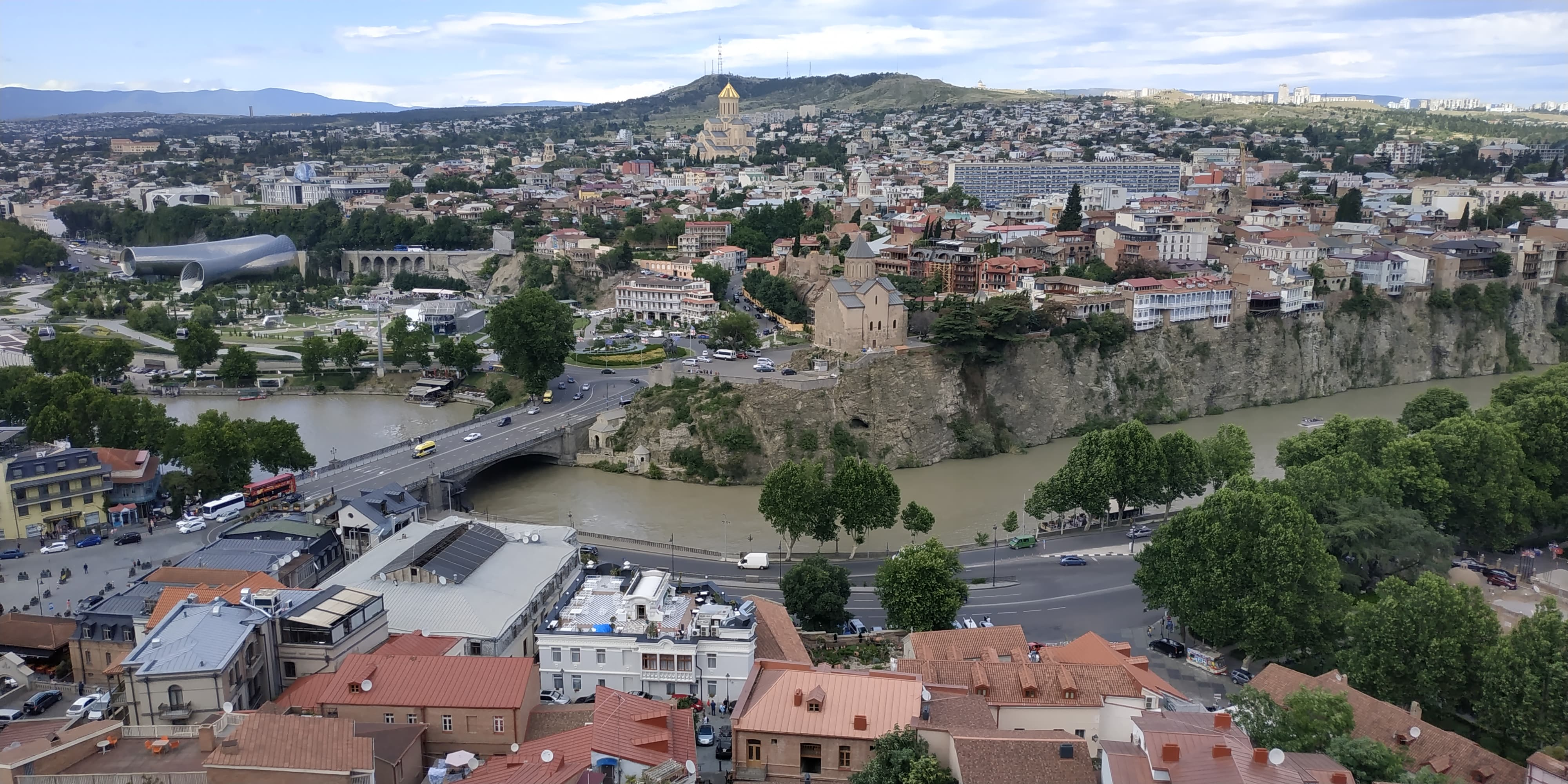
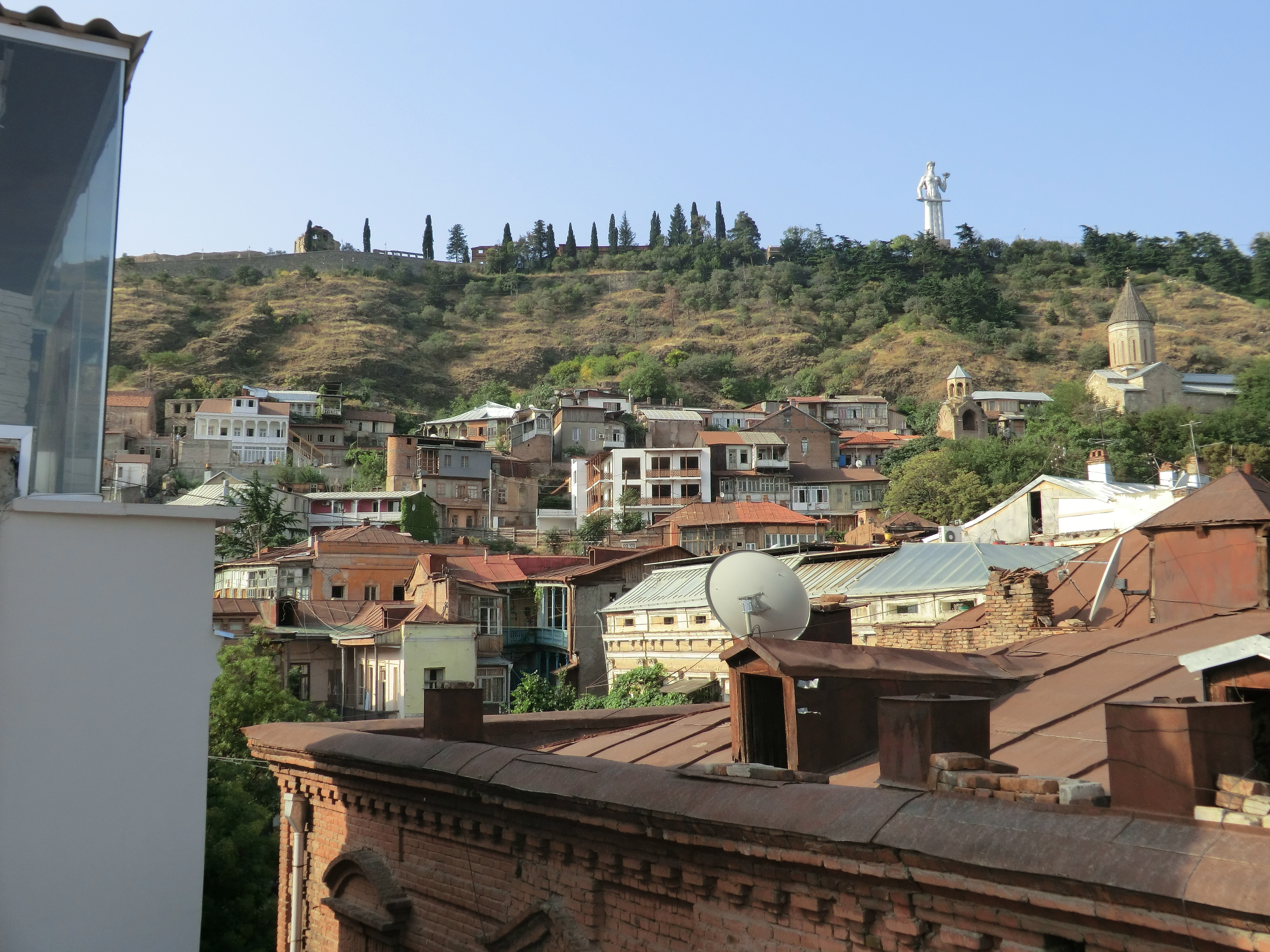